# Rusted Root
I Rusted Root sono un gruppo musicale rock statunitense attivo dal 1990.

## Storia
Il gruppo è originario di Pittsburgh (Pennsylvania) e propone una fusione di diversi generi come il rock e la world music, con influenze derivate dalla musica latino-americana e africana soprattutto riguardo all'utilizzo delle percussioni.
Il gruppo ha avuto successo soprattutto con l'album When I Woke, certificato disco di platino negli Stati Uniti e comprendente la hit Send Me on My Way.

## Formazione
- Michael Glabicki - voce, chitarra, armonica, mandolino
- Patrick Norman - basso, cori, percussioni
- Liz Berlin - percussioni, cori
- Preach Freedom - percussioni, cori
- Dirk Miller - chitarra, cori

## Discografia

### Album studio
- 1992 - Cruel Sun
- 1994 - When I Woke
- 1996 - Remember
- 1998 - Rusted Root
- 2002 - Welcome to My Party
- 2009 - Stereo Rodeo
- 2012 - The Movement

### Album dal vivo
- 2004 - Rusted Root Live

### Raccolte
- 2005 - The Best of Rusted Root: 20th Century Masters - The Millennium Collection